# Bibio mickeli
Bibio mickeli är en tvåvingeart som beskrevs av Hardy 1937. Bibio mickeli ingår i släktet Bibio och familjen hårmyggor. Inga underarter finns listade i Catalogue of Life.